# On the other side
On the other side is het tweede studioalbum van Steve Dinsdale, lid van Radio Massacre International (RMI). Dinsdale is van oorsprong drummer en dat is met name in de vier korte tracks duidelijk herkenbaar. De band RMI waarin Dinsdale speelt, speelt voornamelijk lange instrumentale stukken soms grotendeels gebaseerd op improvisaties. De eerste vier stukken zijn (relatief) kort en liggen door het gebruik van de percussie makkelijker in het gehoor dan de lange stukken van RMI. De stijl doet daarbij denken aan de eerste albums van Orchestral Manoeuvres in the Dark en neigen soms ook naar de dansbare stukken van die band. Het lange stuk On the other side is in vier delen verdeeld en doet meer denken aan RMI-werk met sequencers en vlagen mellotron.  

## Musici
- Steve Dinsdale – synthesizers, elektronica

## Muziek
| Nr. | Titel                      | Duur  |
| --- | -------------------------- | ----- |
| 1.  | Egyptian reggae            | 2:52  |
| 2.  | Can do                     | 4:25  |
| 3.  | Pandora                    | 3:34  |
| 4.  | Conseqeunces               | 4:59  |
| 5.  | On the other side part I   | 10:09 |
| 6.  | On the other side part II  | 4:38  |
| 7.  | On the other side part III | 7:53  |
| 8.  | On the other side part IV  | 9:10  |